# René Vignal

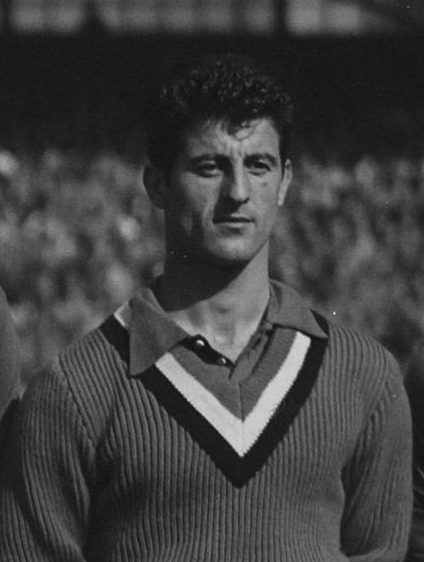
René Vignal im Jahr 1949

René Vignal (* 12. August 1926 in Béziers; † 21. November 2016 in Quint-Fonsegrives) war ein französischer Fußballspieler. Der Torhüter hat den größten Teil seiner sportlichen Laufbahn für Racing Paris gespielt und war auch Nationalspieler.

## Vereinskarriere
Mit dem Vereinsfußball begann René Vignal während des Zweiten Weltkriegs bei der AS Béziers, dem Verein seiner Heimatstadt. 1944 oder 1945 wechselte er zum Zweitligisten Toulouse FC, mit dem er 1946 in die Division 1 aufstieg.  
Im Juli 1947 war sein Wechsel dem Hauptstadtklub Racing Paris stolze 1,45 Mio. Francs wert – „obwohl er zu diesem Zeitpunkt nicht mehr als ein hoffnungsvoller Nachwuchsmann war“. Diese Hoffnung erfüllte Vignal allerdings schon bald, erreichte mit Racing in den folgenden drei Jahren in der Meisterschaft stets den 6. oder 7. Tabellenrang und im Landespokal zweimal das Endspiel. Darin gewann er mit seiner Mannschaft 1949 die Coupe de France nach einem furiosen 5:2-Sieg über den zuvor in drei Endspielen ungeschlagenen OSC Lille; zwölf Monate später misslang Paris die Titelverteidigung allerdings (0:2 gegen Stade Reims), obwohl René Vignal seinen Kasten bis zur 81. Spielminute sauber halten konnte. Außerdem wurde er in dieser Zeit auch zum A-Nationalspieler (siehe unten).
Der klein gewachsene und „eher zierliche Torwart“ war „enorm begabt und konzentriert, kühn auf dem Spielfeld, unbekümmert im Alltag“. Charakteristisch für seine Spielweise waren „gewagtes, oft riskantes Herauslaufen und katzengleiche Geschmeidigkeit“, was ihm während seiner aktiven Zeit eine Vielzahl an schweren Verletzungen, insbesondere an Kopf und Schultern, eintrug. Sein Markenzeichen war eine „verwaschen-graue, weiche Ballonmütze, von der er sich um nichts getrennt hätte“. Mit den „Pinguinen“ – dies der seit den 1930ern geläufige Spitzname Racings bei Anhängern und Medien – folgten nach dem zweiten Pokalfinale allerdings drei wenig erfolgreiche Jahre, an deren Ende 1953 sogar der Abstieg in die Zweitklassigkeit stand. Beim sofortigen Wiederaufstieg hütete Vignal wie gewohnt Racings Tor und verrichtete auch in den erforderlichen Barrages (Mai 1954) gegen den Lokalrivalen Stade Français seine Aufgabe gut – bis zu dem heftigen Zusammenprall mit Kazimir Hnatow, einem gegnerischen Spieler, bei dem er sich einen Armbruch zuzog, der anschließend schlecht verheilte und das frühe Ende seiner Karriere bedeutete. Von 1948 – frühere Einsatzzahlen liegen nicht vor – bis 1953 (nach anderen Quellen sogar bis 1958, wenn auch nicht mehr in der höchsten Spielklasse) bestritt er insgesamt mindestens 123 Erstligaspiele für Racing Paris. Allerdings unternahm er von 1958 bis 1960 bei dem Amateurverein FC Béziers noch einen Come-back-Versuch.

## In der Nationalmannschaft
René Vignal hat ab April 1949 insgesamt 17 A-Länderspiele für Frankreich bestritten, das letzte im April 1954. Er debütierte gegen die Niederlande, wobei er den Ball vier Mal passieren lassen musste. Dennoch kam er nur vier Tage danach im Glasgower Hampden Park gegen Schottland erneut zum Einsatz. Und obwohl er auch dabei, vor fast 126.000 Zuschauern, zwei Treffer – beide von Billy Steel erzielt – hinnehmen musste, betitelten ihn schottische Zeitungen am folgenden Tag aufgrund seiner zahlreichen spektakulären Flugparaden und eines gehaltenen Elfmeters als „The Flying Frenchman“ („Der fliegende Franzose“). Gabriel Hanot nannte Vignal in L’Équipe vom 28. April 1949 Frankreichs besten Spieler, der „schon nach wenigen Minuten eine derartige Vielzahl von Schüssen gehalten oder abgewehrt hatte, dass er unüberwindbar erschien … Ungeachtet einer [früh im Spiel erlittenen] Schenkelprellung … beging er keinen einzigen Fehler“. Vignal selbst erinnerte sich, dass die Franzosen am Tag danach „auf Glasgows Straßen von den Leuten angehalten wurden, um uns zu gratulieren und um Autogramme zu bitten“. Mit dem Etikett als Français volant bedachte ihn in den folgenden Jahren auch die französische Presse regelmäßig.
Dennoch wurde seine Karriere bei den Bleus bald darauf unterbrochen; zwischen Juni 1949 und Oktober 1951 kam Vignal lediglich noch einmal zum Einsatz, weil er den neuen französischen Sélectionneur Paul Nicolas nicht überzeugen konnte, der zudem mit Julien Darui und Abderrahman Ibrir zwei Alternativen auf der Position besaß. Bei dem legendären 2:2 in Wembley gegen England stand Vignal aber wieder im Tor, bestritt sechs Partien in Folge – und wurde im Oktober 1952 von Nicolas erneut für fast ein Jahr zugunsten César Ruminskis auf die Ersatzbank gesetzt. Insbesondere für die beiden Qualifikationsspiele zur Weltmeisterschaft in der Schweiz, die Frankreich beide auswärts gewann (6:1 gegen Luxemburg und 5:3 gegen Irland), hieß der Torhüter aber wieder René Vignal, ebenso – obwohl er zu diesem Zeitpunkt nur bei einem Zweitdivisionär spielte – auch beim WM-Vorbereitungsmatch gegen Italien. Aufgrund seines Armbruchs war dies sein letzter Einsatz in der Nationalelf; die Weltmeisterschaftsendrunde, wo ihn François Remetter ersetzte, erlebte er nur auf der Tribüne.
Vignal hat auch drei Länderspiele gegen die Schweiz (1949, 1951 und 1953) und eins gegen Österreich (1951) bestritten; bei der ersten Nachkriegsbegegnung gegen Deutschland im Oktober 1952 hingegen fehlte er.

## Leben nach der aktiven Zeit
In einer Zeit, in der die Spielergehälter in Frankreich keineswegs üppig ausfielen und insbesondere ein „frühzeitiges Karriereende Fußballer in Anonymität und sogar in die Armut zurückwerfen konnte“, musste auch René Vignal sich um sein Auskommen sorgen. Er versuchte sich schon 1954 als Landwirt in der Nähe von Toulouse, arbeitete zeitweise als Plakatkleber und als Leibwächter für gaullistische Politiker während ihrer Wahlkampagnen im Limousin und in Aquitanien. Es folgte eine Zeit des besonders steilen sozialen Abstiegs, die ihn „von den Geldspielautomaten hin zum Schwerverbrechertum (grand banditisme) führte“. Vignal geriet in den „Dunstkreis zweifelhafter Nachtbar-Bekanntschaften“, beteiligte sich an einer Vielzahl von bewaffneten Raubüberfällen und wurde schließlich 1971 zu einer 15-jährigen Haftstrafe verurteilt, die er in Muret verbüßte und aus der er bereits im April 1979 wegen guter Führung vorzeitig entlassen wurde.
1978 veröffentlichte der renommierte Verlag Éditions Robert Laffont unter dem Titel „Hors-jeu : gloire, chute et résurrection d’un grand champion“ (Im Abseits – Ruhm, Absturz und Wiedergeburt eines Meisters) seine Lebensgeschichte, die unter anderem auf etlichen Gesprächen des Autors mit Vignal beruhte; 1992 kam es zu einer Neuauflage des Buches. 2016 veröffentlichte der Historiker Denis Baud das Buch „René Vignal, le goal volant“. In seinen letzten Jahren lebte René Vignal am Stadtrand von Toulouse, wo er mit 90 Jahren verstarb. 

## Palmarès
- Französischer Pokalsieger: 1949 (und Finalist 1950)
- 17-facher A-Nationalspieler